# Ксистон

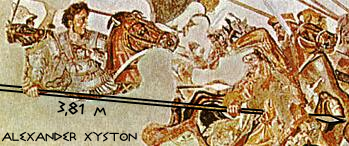
Ксистон у руці Александра Македонського у битві при Іссі. Мозаїка у Помпеях

Ксисто́н (грец. ξυστόν) — давньогрецька холодна зброя, довгий спис, уживаний у кінноті. Був головною зброєю гетайрів — вершників Александра Македонського. Термін «ксистон» також іноді уживають щодо дорі — списа давньогрецьких гоплітів.
Держак ксистона робили з кизилового дерева — він сягав довжини 3,5 — 4, 25 м. Аналогічно піхотному спису дорі, він мав бронзовий вток, який міг уживатися як запасний наконечник. Античний світ не знав стремен, тому кіннотник не міг, подібно середньовічному лицареві, тримати спис під плечем навпереваги, використовуючи енергію коня: при лобовому зіткненні він сам ризикував би впасти з нього. Спис доводилося держати у виставленій убік або догори руці, підіймаючи його, щоб бити ворога в обличчя або у голову його коня. Згідно з грецьким істориком Флавієм Арріаном, саме ксистонам мекедоняни мають завдячувати своєю перемогою над персами на річці Гранік: довгі списи мали перевагу перед короткими списами перської кінноти.